# Crimes en série
Crimes en série est une série télévisée franco-belge en 11 épisodes de 90 minutes, d'après une idée originale de Gérard Bitton et Michel Munz, créée par Victor Mayence, Pierre Ponce et Patrick Dewolf, réalisée par Patrick Dewolf et diffusée en France entre le 27 mars 1998 et le 28 novembre 2003 sur France 2 et en Belgique sur La Une. En 2009, la série est diffusée sur NT1 et en 2012 sur Ciné Polar, Action, Numéro 23, Canal Jimmy, TMC, 13eme rue, TV5 Monde , NRJ 12 , RTL9  et sur France Ô dès le 9 juin 2017.

## Synopsis
Thomas Berthier, père de famille et mari attentif, dirige l'unité des profileurs de la Brigade criminelle. L'équipe hérite souvent des enquêtes que la police ne peut élucider seule.

## Distribution
- Pascal Légitimus : Commandant Thomas Berthier
- Yvon Back : Lieutenant Pierre Denard
- Clémence Boué : Lieutenant Claire Richard, dite Pimprenelle
- Christian Hecq : Docteur Franck Silberman, dit Frankenstein
- Pascale Arbillot : Maud Berthier

## Épisodes
1. Le silence du scarabée
2. Double spirale
3. Nature morte
4. Variations mortelles
5. Histoires d'amour
6. Le disciple
7. Le voyeur
8. La pécheresse
9. Noirs destins
10. Face à face
11. Asphalte rouge